# Dasineura cedri
Dasineura cedri är en tvåvingeart som beskrevs av Coutin 2000. Dasineura cedri ingår i släktet Dasineura och familjen gallmyggor.
Artens utbredningsområde är Libanon. Inga underarter finns listade i Catalogue of Life.